# 薩哈訴美國案
薩哈訴美國案（英語：Sekhar v. United States）, 570 U.S. ___ (2013),是一件關於1946年霍布斯法案的敲詐案，該案件在2013年由美國聯邦最高法院判決定讞。

## 細節
吉利德爾·薩哈（Giridhar C. Sekhar）原為位於美國麻州布鲁克莱恩的一家風險投資公司的合夥人。2009年，薩哈發送了幾封電子郵件給盧克·比爾曼（Luke Bierman），當時比爾曼為紐約州審計長托馬斯·迪納波利的法律顧問。
這幾封電子郵件被美國聯邦調查局在薩哈的電腦中查出來，其內容為薩哈要求比爾曼勸說紐約州審計長迪納波利將3,500萬美元的退休基金投資到薩哈的公司。薩哈已經掌握到比爾曼婚外情的細節，若比爾曼不照做，薩哈將把比爾曼的外遇情事告訴給比爾曼的妻子、紐約州審計長迪納波利，以及媒體。
根據州法律被指控脅迫後，薩哈因聯邦霍布斯法案而被審判定罪。薩哈的律師辯稱，國家僱用律師的建議並非一種可以通過威脅而尋求財產的形式，因此勒索指控在這種情況下不適用。該論點被聯邦地方法院法官和上訴法院駁回。薩哈的律師隨後於2012年9月與美國最高法院接洽。
安東尼·斯卡利亞大法官為此解釋：法律諮詢不能被視為“可轉讓財產”，因此不符合“霍布斯法案”中敲詐勒索的定義。

## 外部連結
- Sekhar v. United States, 570 U.S. ___ (2013)的文本可参见：Justia · Supreme Court (slip opinion)